# Триумф на волята
„Триумф на волята“ (на немски: Triumph des Willens) е черно-бял германски пропаганден филм от 1935 година на режисьорката Лени Рифенщал по неин сценарий в съавторство с Валтер Рутман и Еберхард Тауберт.
Съвместна продукция на Рифенщал и Пропагандния отдел на Националсоциалистическата германска работническа партия, филмът отразява мащабния конгрес на партията в Нюрнберг през 1934 година. За времето си е приет от международните филмови критици като върхово постижение в използването на кинематографията за пропагандни цели, като при това са използвани и редица иновативни специални ефекти.

## История на продукцията
Премиерата на филма се състои в „UFA-Palast“ (кинозалата на компанията УФА, наследена от ДЕФА) в Берлин през 1935 г. в присъствието на цялото нацистко партийно и държавно ръководство на Третия Райх.
Филмът отразява провелия се след завземане на властта от НСДАП конгрес в Нюнберг. Една от най-силните сцени във филма е церемонията по освещаването под „знамето на кръвта“ (опръскано от кръвта на мъчениците, участници в Бирения пуч) на новите членове на щурмовите отряди на SA и SS, което се държи от един ветеран – участник в Бирения пуч. Знамето символизира и приемствеността в кръвта между новите членове и ветераните участници в Първата световна война, както и онези дали воля и енергия за изграждането и укрепването на хилядолетния Райх.
„Триумфът на волята“ е изцяло документален филм, пропагандиращ антихуманните идеи на нацизма. Отражение е единствено на реални сцени, без предварителна хореография. След разгрома на Хитлеристка Германия във Втората световна война, излъчването на филма в Германия е забранено.

## Цитати от филма
- „Ние ще умрем, но за Вашето бъдеще“ (Адолф Хитлер)
- „Пред нас, около нас, зад нас – навсякъде е Германия“ (Адолф Хитлер)
- „Германия е дом за немците от целия свят“ (Рудолф Хес)
- „Вие ще видите, че няма различия между класите“ (Баладюр фон Ширах)
- „Може и да е добра властта, основана на диктатурата, но е по-важно да се спечелят, и най-вече да не се загубят сърцата на хората“ (Йозеф Гьобелс)

## Филмът в масовата култура
Още по времето на Третия Райх филмът е взет на подбив. През 1940 г. излиза пародията на Чарли Чаплин „Великият диктатор“.
Различни продукции от киното на 20 век препращат по един или друг повод към „Триумфът на волята“. Епизод IV („Нова надежда“) от сагата „Междузвездни войни“ взема музика от „Триумфът на волята“.

## Интересни факти
- Режисьорката на филма Лени Рифенщал умира в обединена Германия и обединена Европа на 101 години през 21 век – на 8 септември 2003 година.
- На събитието което отразява филма има немногобройно международно, но силно българско участие – ректора на Алма матер Любен Диков и Константин Кацаров – и двамата изтъкнати учени и професори по право.[3]